# Louevaara
Louevaara este o arie protejată (arie specială de conservare — SAC, sit de importanță comunitară — SCI) din Finlanda întinsă pe o suprafață de 1.681 ha, integral pe uscat.

## Localizare
Centrul sitului Louevaara este situat la coordonatele 66°25′01″N 25°08′51″E / 66.4169°N 25.1475°E.

## Înființare
Situl Louevaara a fost declarat sit de importanță comunitară în august 1998 pentru a proteja 1 specie de plante și 2 specii de animale. Situl a fost protejat și ca arie specială de conservare în aprilie 2015.

## Biodiversitate
Situată în ecoregiunea boreală, aria protejată conține 8 habitate naturale: Lacuri și iazuri distrofice naturale, Cursuri de apă de la nivel de câmpie la nivel montan, cu vegetație Ranunculion fluitantis și Callitricho-Batrachion, Mlaștini turboase de tranziție și turbării mișcătoare, Izvoare fino-scandinave și mlaștini produse de izvoare bogate în minerale, Turbării Aapa, Taiga vestică, Păduri fino-scandinave bogate în ierburi cu Picea abies, Mlaștini împădurite.
La baza desemnării sitului se află mai multe specii protejate:
- plante (1): Ranunculus lapponicus
- mamifere (1): vidră de râu (Lutra lutra)
- nevertebrate (1): Xyletinus tremulicola

Pe lângă speciile protejate, pe teritoriul sitului au mai fost identificate 1 specie de plante, 1 specie de păsări, 2 specii de mamifere, 5 specii de pești.